# Waipa Saberty
Waïpa Saberty de son vrai nom Bertin Sahui  est un chanteur, auteur compositeur interprète de Côte d'Ivoire,  spécialisé dans le style Reggae. Il est né à Treichville le 5 novembre 1957. Il fut l'un des éléments clef de l'Orchestre de la RTI, avec Harry Forston Antoinette Konan, Chantal Taïba, Paul Nemlin, Virginie Godji , Jeanne Agnimel,  Mohamed Souley, Assalé Best,  Eugène Afri Loué,  Alain Nascimento, Wazy Fendre, Yao Mao, George Kouakou, Adjaba Victor, Lath, Roger Nahoum, Jean Claude Kouikougnon.
Président de l 'association "IIE" Isère International Événementiel, 
Président fondateur et Directeur Général du Centre Wakapa Productions un centre de formation professionnelle théorique et pratique des métiers de l'art en Côte d'Ivoire à Abidjan,   Abobo Baoulé. 
Musicien, Membre de l 'Union Nationale des Artistes de Côte d'Ivoire) dont le Président est Ken Adamo, il fut avec Roger Fulgence Kassy et Georges Taï Benson à l'origine du lancement d'Alpha Blondy. Il assure la direction artistique dans l 'album Jah Glory dont est extrait le titre Brigadier Sabari. 
Dès son installation en France, il s'inscrit au conservatoire de Villiers dans le 17e arrondissement de Paris et intègre le Solar Système de Alpha Blondy pour une tournée mondiale et pour la réalisation de certains albums de l'auteur de Sweat Fanta Diallo.
Il reviendra en Côte d'Ivoire avec la chanson Monin écrite par Alpha Blondy , connue de certains mélomanes Ivoiriens et qui relate l'histoire d'un immigré qui prétend " parti se chercher,  et qui ne s'est jamais retrouvé. 
Il se produit sur les scènes du Rock Avenue et de la fête de l'humanité dans le département de la Seine-Saint-Denis, et réside dans la commune de Livry Gargan où il mettra en place dans la foulée un studio de répétitions et d'enregistrements pour recevoir des jeunes talents et des groupes, mais surtout des musiciens professionnels Africains de passage ou résidant en France. il est le président à cette époque de l'association de solidarité entre les artistes musiciens professionnels.
Ces engagements aux côtés des acteurs de la profession le mèneront à  livrer son combat contre la piraterie des œuvres de l'esprit. Il met sur pied un festival dénommé Festilutte 2014 dont la première édition fut réalisée en novembre 2014 à  Abidjan. 
Fidèle à la tradition des artistes musiciens aux paroles engageantes, il dénonce la loi autorisant la peine capitale qui aboutit aux exécutions sur les chaises électriques, les injections létales et toutes autres formes de punitions expéditives, pour ses opinions exprimées dont nul ne doit être inquiété, en vertu de la convention internationale des droits collectifs de l 'homme. Pendant que les geôles regorgent des prisonniers poursuivis pour avoir dit ce qu' ils pensent. 
L' auteur de Démizo titre interprété par Chantal Taïba retenu souvent à Star Live pour les présélections par la RTI. Un dialogue entre parents et enfants sur l'avenir.  Le parent voit pour son enfant une réussite par des études classiques,  Alors que l'enfant lui,  veut croire en un destin glorieux en devenant musiciens professionnels et star de la chanson après des études artistiques. Cette chanson est écrite en dialecte Bété, langue parlée dans le centre ouest de la Côte d'Ivoire.
L' artiste milite aussi en faveur de la non prolifération des armes et s'insurge face aux guerres des capitales Africaines par procuration de Babylone. Il est le producteur du festival en hommage au Roi du reggae intitulé "Mémorial Bob Marley" à  Grenoble dans l' Isère.
Co-réalisateur du projet de l'espace culturel reggae le Jamaïca City en Zone 4 à Abidjan en Côte d'Ivoire dans les années 2000 en pleine guerre avec une partition du pays ,  avec trois autres collaborateurs "Davy Dav' "Patrice  Bolé" et "Joe Yapo" . L'espace révèle des chanteurs comme "Spyrow"  et des groupes comme le "Kingston Gang Star " et bien d'autres.

## Discographie et Production
- Waipa Saberty and the Boogie Action Band

Waipa Saberty et le Wakapa Band.
Un premier 45 tours de trois titres dont Monin puis la sortie d'un CD, mais cette fois un album de 12 titres : Démocratie où ses influences reggae et funky se révèlent avec brio. Son deuxième album La peine capitale traduit son engagement. Le troisième album Maturité revient aux sources de la musique ivoirienne . Il chante aussi en featuring avec Alpha Blondy -Didier Bolé et Camus Camara sur l'album live Paris -Bercy dans le titre Unité Nationale.
Il fait un autre featuring avec Alpha Blondy - Tiken Jah - Monique Séka ' - Ismael Isaac - Meway - dans le titre :Réconciliation sur l'album Mystic Power.  Fait une reprise magistrale du titre Anoume de Bailly Spinto sur l'album Bonus avec les Mogohs du temple extrait du double Album Vision de Alpha Blondy.  